# إلينا كورنارو بيسكوبيا
إلينا كورنارو بيسكوبيا (بالإيطالية: Elena Lucrezia Cornaro Piscopia) وتعرف أيضًا في العالم الناطق بالإنجليزية باسم هيلين كورنارو (5 يونيو 1646 ـ 26 يوليو 1684) هي فيلسوفة إيطالية تنتمي إلى عائلة نبيلة، عُرفت بأنها أول امرأة تحصل على درجة الدكتوراه من أي جامعة في العالم.

## النشأة
وُلدت إيلينا كورنارو بيسكوبيا في قصر لوريدان، بمدينة البندقية، في جمهورية البندقية، في 5 يونيو 1646. كانت الابنة الثالثة لجيانباتيستا كورنارو بيسكوبيا وعشيقته زانيتا بوني. كانت والدة إيلينا من عامة الشعب ولم يكن والداها متزوجين وقت ولادتها، لذا لم تكن إيلينا رسميًا عضوة في عائلة كورنارو منذ ولادتها، إذ منع القانون البندقي الأبناء غير الشرعيين للنبلاء من التمتع بامتيازات النبلاء حتى لو اعترف بهم والدهم النبيل. كان وضع زانيتا أسوأ، إذ كانت تنتمي إلى عائلة فلاحية شديدة الفقر. يُرجَّح أن زانيتا هربت إلى البندقية هربًا من المجاعة، وسرعان ما أصبحت عشيقة لأحد أفراد إحدى أقوى سلالات النبلاء في الجمهورية. تزوج جيانباتيستا وزانيتا رسميًا في عام 1654، لكن حُرم أطفالهما من امتيازات النبلاء.
اختير والد إيلينا في عام 1664 ليكون وكيل سان ماركو دي سوبرا، وأمين صندوق كاتدرائية القديس مرقس، وهو منصب رفيع المنزلة بين نبلاء البندقية. جعل ذلك من جياندباتيستا الرجل الثاني بعد دوق البندقية من حيث الأسبقية، وبفضل هذه الصلة، احتلت السيدة إيلينا مكانة بارزة في احتفال «زواج البحر» على الرغم من أنها وُلدت خارج إطار الزواج الشرعي. حاول والدها عدة مرات ترتيب خطبة لها، لكنها رفضت عروض كل الرجال. يشكك فرانشيسكو لودوفيكو ماسكيتو في ادعاء السيرة الذاتية المبكرة بأنها نذرت عهدًا بالعفة في سن 11 عامًا.
اتخذت نذر الراهبة البينديكتية في عام 1665، لكنها لم تصبح راهبة رسمية.

## التعليم
عُرفت السيدة إيلينا بعبقريتها منذ صغرها، وقد شرعت بناءً على نصيحة جوفاني فابريس، الكاهن وصديق العائلة، في تعليمها الكلاسيكي. درست اللاتينية واليونانية مع معلمين متميزين وأتقنت هذه اللغات إلى جانب الفرنسية والإسبانية بحلول سن السابعة. أتقنت اللغة العبرية والعربية أيضًا، ما أكسبها لقب أوراكولوم سيبتيلينجيه (عرافة اللغات السبع). شملت دراساتها اللاحقة الرياضيات والفلسفة واللاهوت.
أصبحت إيلينا موسيقية خبيرة، إذ أتقنت العزف على الهاربسكورد، وموترة المفاتيح، والقيثارة، والكمان. تجلت براعتها من خلال الموسيقى التي ألفتها خلال حياتها. اهتمت في أواخر سن المراهقة وبداية العشرينيات، بالفيزياء وعلم الفلك واللغويات. نشر معلمها في الفلسفة ورئيس قسم الفلسفة في جامعة بادوفا آنذاك كارلو رينالديني، كتابًا باللغة اللاتينية عام 1668 يركز على الهندسة. خصص الكتاب لإيلينا البالغة من العمر 22 عامًا. أصبحت بعد وفاة معلمها الرئيسي فابريس، أكثر ارتباطًا برينالديني، الذي تولى مسؤولية دراستها.

## المسيرة المهنية
ترجمت في عام 1669 كتاب حوار مع المسيح للراهب الكارثيوزي لانسبيرجيوس من اللغة الإسبانية إلى الإيطالية. خصصت الترجمة إلى صديقها المقرب ومرشدها الأب جياندولو أوفيفا. نُشرَ الكتاب في خمس طبعات في الجمهورية بين عامي 1669 و1672، وعندما ذاع صيتها، دُعيت للانضمام إلى العديد من الجمعيات العلمية، وأصبحت في عام 1670 رئيسة للأكاديمية البندقية أكاديميا دي باتشيفكي.
تقدم فيليس روتوندي التماسًا إلى جامعة بادوا لمنح كورنارو درجة التعليم الثالثي لوريا في اللاهوت، بناء على توصية معلمها في الفلسفة كارلو رينالديني. علم أسقف بادوفا الكاردينال غريغوريو بارباريغو، أنها تسعى للحصول على شهادة في اللاهوت، ورفض ذلك على أساس أنها امرأة. سمح لها بدراسة الفلسفة، وحصلت بعد إنهاء مسار دراسي على درجة لوريا في الفلسفة. مُنحت الدرجة في 25 يونيو 1678 في كاتدرائية بادوا بحضور سلطات الجامعة وأساتذة جميع الكليات والطلاب ومعظم أعضاء مجلس الشيوخ البندقية، إلى جانب العديد من الضيوف من جامعات بولونيا وبيروجيا وروما ونابولي. ألقت السيدة إيلينا محاضرة لمدة ساعة باللاتينية الكلاسيكية، وشرحت مقاطعًا صعبة اختيرت عشوائيًا من أعمال أرسطو: مقطع من البرهان وآخر من السماع الطبيعي. استُمع إليها باهتمام كبير وعندما انتهت تلقت تصفيقا حارا بينما شرع البروفيسور رينالديني في منحها شارة التتويج: كتاب فلسفي، وإكليل غار على رأسها، وخاتم في إصبعها، وشال من فراء اليربوع فوق كتفيها. أُعلنت معلمة ودكتورة في الفلسفة، لتكون بذلك واحدة من أوائل النساء اللاتي حصلن على درجة أكاديمية من جامعة.
كرست السبع سنوات الأخيرة من حياتها للدراسة والعمل الخيري. توفيت في بادوا عام 1684 بمرض السل ودُفنت في كنيسة سانتا جوستينا.